# Horace Parnell Tuttle
Horace Parnell Tuttle (Newfield, 17 de março de 1837 – Washington, D.C., 16 de agosto de 1923) foi um astrónomo estadunidense, e irmão de Charles Wesley Tuttle.
Descobriu ou codescobriu alguns cometas, incluindo 55P/Tempel-Tuttle e 109P/Swift-Tuttle. Outros cometas periódicos que levam seu nome são 8P/Tuttle e 41P/Tuttle-Giacobini-Kresak. O asteroide 5036 Tuttle recebeu esse nome em sua homenagem.